# Ran Masaki
Ran Masaki (26 luglio 1965) è un'attrice, modella e AV idol giapponese.

## Filmografia
- Beautiful Teacher in Torture Hell (1985)